# Extremist Makeover
Extremist Makeover è il terzo album della band australiana pop punk 28 Days, pubblicato nel 2004 dalla Festival Records.

## Tracce
1. Use It
2. Democracy
3. Just Calling
4. Girls 101
5. Birthday
6. Hate Now
7. Your River
8. The Old You
9. Runaways
10. Plastic Fucks
11. Like I Do

## Formazione
- Jay Dunne - voce
- Simon Hepburn - chitarra
- Damian Gardiner - basso
- Adrian Griffin - batteria